# Representação de números com sinal
Em computação, representações de número com sinal são modos de representar números com sinal, i.e. números positivos e negativos, em sistemas de números binários.
Em matemática, os números negativos em qualquer base são representados por prefixando-os com um sinal de  −. No entanto, em um hardware computacional, os números são representados em binário apenas, sem símbolos extras, requerendo um método de codificação para números negativos. Quatro métodos existem para estender o sistema binário para representar números com sinal: sinal-e-magnitude, complemento para um, complemento de dois, e excesso-N.

## Método sinal-e-magnitude
| Binário  | com Sinal | sem Sinal |
| -------- | --------- | --------- |
| 00000000 | +0        | 0         |
| 00000001 | 1         | 1         |
| ...      | ...       | ...       |
| 01111111 | 127       | 127       |
| 10000000 | −0        | 128       |
| 10000001 | −1        | 129       |
| ...      | ...       | ...       |
| 11111111 | −127      | 255       |

A representação de sinal-e-magnitude (ou sinal-magnitude) é a mais familiar a nós que utilizamos o sistema numérico de base 10, usando um sinal positivo ou negativo à esquerda do número para indicar se este é positivo ou negativo. Pode-se primeiramente abordar o problema de representar um sinal de número através da atribuição de um bit de sinal para representar o sinal: define-se esse bit (frequêntemente o bit mais significativo) para 0 para representar um número positivo, e define-se como um para representar um número negativo. Os bits restantes do número representam a magnitude (ou o valor absoluto). Assim, em um byte com 8 bits, são utilizados 7 bits para representar o valor e um bit para representar o sinal. Neste caso, o valor pode variar de 0000000 (0) a 1111111 (127). Assim, pode-se representar números de  −12710 a +12710 (-(2N−1−1) a +(2N−1−1)), onde n é a quantidade de bits do número), uma vez que você adicione o bit de sinal (o oitavo bit). Uma conseqüência desta representação é que existem duas maneiras de representar o zero, 00000000 (0) e 10000000 (-0).
Esta abordagem é directamente comparável com a maneira comum de se mostrar um sinal (colocando um "+" ou "-" junto à magnitude do número). Alguns dos primeiros computadores binários (por exemplo, o IBM 7090) usaram esta representação, talvez por causa de sua relação natural com o uso comum.[carece de fontes?] Sinal de magnitude é a forma mais comum de representar os significandos em valores de ponto flutuante.

## Complemento para um
| Binário  | Interpretação de complemento para um | Interpretação sem sinal |
| -------- | ------------------------------------ | ----------------------- |
| 00000000 | +0                                   | 0                       |
| 00000001 | 1                                    | 1                       |
| ...      | ...                                  | ...                     |
| 01111101 | 125                                  | 125                     |
| 01111110 | 126                                  | 126                     |
| 01111111 | 127                                  | 127                     |
| 10000000 | −127                                 | 128                     |
| 10000001 | −126                                 | 129                     |
| 10000010 | −125                                 | 130                     |
| ...      | ...                                  | ...                     |
| 11111110 | −1                                   | 254                     |
| 11111111 | −0                                   | 255                     |

Como alternativa, um sistema conhecido como complemento para um ou complemento de um pode ser usado para representar números negativos. A forma de representar números negativos em "complemento para um" é aplicar a operação bitwise NOT para os números negativos (com -), ou seja, o complemento da sua contraparte positiva. Como na representação sinal de magnitude, o "complemento para um" tem duas representações para o 0: 00000000 (+0) e 11111111 (-0). Na prática, este zero negativo, quando detectado é transformado em zero normal.:p.17,18
Como exemplo, a forma em complemento para um de 00101011 (43) torna-se 11010100 (-43). O intervalo de números com sinal usando complemento para um é representado por: −(2N−1−1) para (2N−1−1) e +/-0. Um byte de oito bits convencional é −12710 para +12710 com zero sendo ou 00000000 (+0) ou 11111111 (-0).
Nesse caso citado, para transformar o número binário em decimal, segue-se o padrão normal, porém sem contar o primeiro número. Vamos usar o número 00101011 como exemplo, o primeiro 0 da esquerda é apenas para indicar o sinal e não faz parte da conta, portanto (0 + 2^5 + 0 + 2^3 + 0 + 2^1 + 2^0) = (0 + 32 + 0 + 8 + 0 + 2 + 1) = 43.
Para adicionar dois números representados neste sistema, se faz uma adição binária convencional, mas é então necessário adicionar qualquer "vai-um" resultante de volta para a soma resultante. Para ver por que isso é necessário, considere o seguinte exemplo que mostra o caso da adição de −1 (11111110) a +2 (00000010).:p.19
```
         binário    decimal
        11111110     -1
     +  00000010     +2
    ............    ...
      1 00000000      0   <-- não é a resposta correta
               1     +1   <-- adiciono "vai-um"
    ............    ...
        00000001      1   <-- resposta correta

```

No exemplo anterior, a adição binária somente dá 00000000, o que é um resultado incorreto. Somente quando o "vai-um" é adicionado de volta  o resultado correto (00000001) aparece.
Este sistema de representação numérica era comum em computadores mais antigos; o PDP-1, CDC 160A e a série UNIVAC 1100/2200, entre muitos outros, utilizavam aritmética de "complemento para um".[carece de fontes?]
Uma observação sobre a terminologia: O sistema é conhecido como "complemento para um", porque a negação de um valor positivo x(representado como a operação bitwise NOT de x) pode também ser formado pela subtração de x da representação em "complemento para um" do número zero que é uma longa seqüência de uns (-0). A aritmética de "Complemento de dois", por outro lado, constitui a negação de x subtraindo x a partir de uma única grande potência de dois que é congruente a 0. Por isso, a representação de "complemento para um" e a representação de "complemento para dois" irão diferir de um.
Os protocolos Internet IPv4, ICMP,  UDP e TCP usam todos o mesmo algoritmo checksum de 16 bits de complemento para um. Embora a maioria dos computadores careça de um hardware para método de complementos, a complexidade extra é aceita porque "é igualmente sensível a erros em todas as posições dos bits". No UDP, a representação de zero com todos os bits setados para 0s indica que o recurso de verificação opcional foi omitido. A outra representação, FFFF, indica um valor de checksum 0. (Checksums são obrigatórios em IPv4, ICMP e TCP; eles foram omitidos do IPv6).
Note que a representação de complemento para um de um número negativo pode ser obtida de uma representação sinal-e-magnitude simplesmente fazendo-se uma operação de complemento bitwise da magnitude.

## Complemento para dois
| Binário  | Interpretação de complemento para dois | Interpretação sem sinal |
| -------- | -------------------------------------- | ----------------------- |
| 00000000 | 0                                      | 0                       |
| 00000001 | 1                                      | 1                       |
| ...      | ...                                    | ...                     |
| 01111110 | 126                                    | 126                     |
| 01111111 | 127                                    | 127                     |
| 10000000 | −128                                   | 128                     |
| 10000001 | −127                                   | 129                     |
| 10000010 | −126                                   | 130                     |
| ...      | ...                                    | ...                     |
| 11111110 | −2                                     | 254                     |
| 11111111 | −1                                     | 255                     |

Os problemas de múltiplas representações de 0 e a necessidade de tratamento com "vai-um" são contornadas por um sistema chamado complemento para dois.:p.21 Neste modelo, os números negativos são representados pelo padrão de bits que é maior em uma unidade (no sentido sem-sinal) que o "complemento para um" do valor positivo.
Em complemento para dois, há apenas um zero (00000000). Se nega um número (negativo ou positivo) invertendo-se todos os bits e, em seguida, adicionando 1 ao resultado. A adição de um par números em complemento para dois é o mesmo a adição de um par de números sem-sinal . Por exemplo, um complemento para dois da adição de 127 e -128 dá o mesmo padrão de bits binário de uma adição sem sinal de 127 com 128, como pode ser visto na tabela ao lado.:p.21
Um método mais fácil de obter a negação de um número em complemento de dois é o que se segue:
|                                                 | Exemplo 1 | Exemplo 2 |
| ----------------------------------------------- | --------- | --------- |
| 1. A partir da direita, encontre o primeiro '1' | 0101001   | 0101100   |
| 2. Inverte todos os bits à esquerda deste um    | 1010111   | 1010100   |

## Excesso-N
| Valor binário | Interpretação de Excesso-127 | Interpretação sem-sinal |
| ------------- | ---------------------------- | ----------------------- |
| 00000000      | -127                         | 0                       |
| 00000001      | -126                         | 1                       |
| ...           | ...                          | ...                     |
| 01111111      | 0                            | 127                     |
| 10000000      | 1                            | 128                     |
| ...           | ...                          | ...                     |
| 11111111      | +128                         | 255                     |

A representação de Excesso-N usa um número pré-especificado N como um valor de polarização. Um valor é representado pelo número sem sinal que é N unidades maior do que o valor pretendido. Assim, 0 é representado por N, e -N é representado pelo padrão de bits zeros (tudo zerado).
Esta é uma representação que é agora utilizada principalmente em números de ponto flutuante. O padrão IEEE de ponto flutuante, define o campo de expoente de um número de 32 bits de precisão simples  como um campo de 8 bits na representação de Excesso-127. O expoente de um número de 64 bits de precisão dupla é um  de campo de 11 bits com representação de Excesso-1023.

## Base −2
Em sistemas convencionais de número binário, a base, ou raiz, é de 2; assim, o bit mais à direita representa 20, o próximo bit representa 21, o próximo bit 2², e assim por diante. No entanto, um sistema numérico binário com base -2 também é possível. O bit mais à direita representa (−2)0=+1, o próximo bit representa (−2)1=−2, o próximo bit (−2)²=+4, e assim por diante, com o sinal alternado. Os números que podem ser representados com quatro bits são mostrados na tabela de comparação abaixo.
O intervalo de números que pode ser representado é assimétrico. Se a palavra tem um número par de bits, a magnitude do maior número negativo que pode ser representado é duas vezes maior que o maior número positivo que pode ser representado, e vice-versa, se a palavra tem um número ímpar de bits.

## Tabela de comparação
A tabela abaixo mostra os números inteiros positivos e negativos que podem ser representados utilizando 4 bits.
| Decimal | Sem sinal | Sinal-e-magnitude | Complemento para um | Complemento de dois | Excesso-7 | Base −2 |
| ------- | --------- | ----------------- | ------------------- | ------------------- | --------- | ------- |
| +16     | —         | —                 | —                   | —                   | —         | —       |
| +15     | 1111      | —                 | —                   | —                   | —         | —       |
| +14     | 1110      | —                 | —                   | —                   | —         | —       |
| +13     | 1101      | —                 | —                   | —                   | —         | —       |
| +12     | 1100      | —                 | —                   | —                   | —         | —       |
| +11     | 1011      | —                 | —                   | —                   | —         | —       |
| +10     | 1010      | —                 | —                   | —                   | —         | —       |
| +9      | 1001      | —                 | —                   | —                   | —         | —       |
| +8      | 1000      | —                 | —                   | —                   | 1111      | —       |
| +7      | 0111      | 0111              | 0111                | 0111                | 1110      | —       |
| +6      | 0110      | 0110              | 0110                | 0110                | 1101      | —       |
| +5      | 0101      | 0101              | 0101                | 0101                | 1100      | 0101    |
| +4      | 0100      | 0100              | 0100                | 0100                | 1011      | 0100    |
| +3      | 0011      | 0011              | 0011                | 0011                | 1010      | 0111    |
| +2      | 0010      | 0010              | 0010                | 0010                | 1001      | 0110    |
| +1      | 0001      | 0001              | 0001                | 0001                | 1000      | 0001    |
| +0      | —         | 0000              | 0000                | —                   | —         | —       |
| 0       | 0000      | —                 | —                   | 0000                | 0111      | 0000    |
| −0      | —         | 1000              | 1111                | —                   | —         | —       |
| −1      | —         | 1001              | 1110                | 1111                | 0110      | 0011    |
| −2      | —         | 1010              | 1101                | 1110                | 0101      | 0010    |
| −3      | —         | 1011              | 1100                | 1101                | 0100      | 1101    |
| −4      | —         | 1100              | 1011                | 1100                | 0011      | 1100    |
| −5      | —         | 1101              | 1010                | 1011                | 0010      | 1111    |
| −6      | —         | 1110              | 1001                | 1010                | 0001      | 1110    |
| −7      | —         | 1111              | 1000                | 1001                | 0000      | 1001    |
| −8      | —         | —                 | —                   | 1000                | —         | 1000    |
| −9      | —         | —                 | —                   | —                   | —         | 1011    |
| −10     | —         | —                 | —                   | —                   | —         | 1010    |
| −11     | —         | —                 | —                   | —                   | —         | —       |